# Dūsh
Dūsh (persiska: دوش) är en ort i Iran.   Den ligger i provinsen Östazarbaijan, i den nordvästra delen av landet, 500 km väster om huvudstaden Teheran. Dūsh ligger 1 403 meter över havet och antalet invånare är 924.
Terrängen runt Dūsh är platt söderut, men norrut är den kuperad.Runt Dūsh är det ganska tätbefolkat, med 207 invånare per kvadratkilometer. Närmaste större samhälle är Bonāb, 8,9 km sydväst om Dūsh. Trakten runt Dūsh består i huvudsak av gräsmarker.